# L. Raymond Fennell
Pour les articles homonymes, voir Fennell.
Leslie Raymond Fennell (27 décembre 1893-29 août 1986) est un homme politique canadien du Manitoba. Il est député provincial libéral-progressiste de la circonscription manitobaine de Saint-Boniface de 1953 à 1958.

## Biographie
Né à Roland au Manitoba, Fennell y étudie et sert durant la Première Guerre mondiale. Par la suite, il devient négociant dans la vente de grains. Il siège au conseil des gouverneurs de la Winnipeg Grain Exchange et entame une carrière publique en servant comme maire de Fort Garry (en) en banlieue de Winnipeg de 1946 à 1953.
Élu en 1953 député à l'Assemblée législative du Manitoba, dans la circonscription, alors à deux députés, de Saint-Boniface, il siège comme député d'arrière-ban et supporte le gouvernement de Douglas Campbell.
Se représentant dans Fort Garry en 1958, il perd face au futur premier ministre Sterling Lyon.
Il retourne en politique municipal en tant que maire de Fort Garry de 1960 à 1967.
Fennell s'installe à Port Hope en Ontario et y décède à l'âge de 92 ans.